# Pullover
Pullover je posilovací cvik rozvíjející hrudník a záda, který se provádí s jednoruční nebo velkou činkou. Efekt cvičení záleží na pozici ramen a na tom jak je široký úchop činky. Pullover také může zvětšit objem hrudníku a zlepšit držení těla.

## Provedení cviku
Typický pullover začíná položením trupu na záda na rovnou lavici, činka je držena nad hrudníkem oběma rukama, které jsou mírně prohnuté. Cvik začíná spuštěním činky za hlavu a když je činka za a pod hlavou, tak se vrací zpět do výchozí polohy. Při pohybu činky za hlavu dochází k nádechu a při pohybu zpět k výdechu.

### Varianty cviku

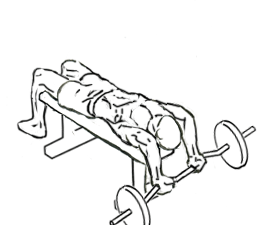
Cvičení Pulloveru s velkou činkou

Pro tento cvik je možné použít jednoruční činky, velkou činku a EZ činku. Velká činka se v tom případě drží nadhmatem s dlaněmi asi na šířku tří pěstí. Použitím odlišného nářadí lze dosáhnout odlišného účinku.
V další variantě se zohýbají lokty do úhlu 90 stupňů, aby se dosáhlo protažení jiných svalů. V této variantě je činka spouštěna, dokud není paže v rovině s tělem, po té je vytlačena zpět do výchozí pozice.

### Zapojené svaly

#### Hlavní
- Velký prsní sval
- Široký sval zádový

#### Vedlejší
- Přední sval pilovitý
- Trojhlavý sval pažní
- Malý prsní sval
- Malý sval oblý
- Svaly rombické